# ان‌جی‌سی ۴۶۲۲
ان‌جی‌سی ۴۶۲۲ (انگلیسی: NGC 4622) نام یک کهکشان در صورت فلکی قنطورس است.